# Palo Gacho
Palo Gacho es una localidad de México, localizada en el municipio de Metepec en el estado de Hidalgo.

## Geografía
Se encuentra en la región geográfica de la Sierra de Tenango; a la localidad le corresponden las coordenadas geográficas 20° 16’ 01.885” de latitud norte y 98° 17’ 11.804” de longitud oeste, con una altitud de 2329 m s. n. m. Cuenta con un clima templado húmedo con abundantes lluvias en verano.
En cuanto a fisiografía se encuentra en la provincia del Eje Neovolcánico, dentro de la subprovincia de Lagos y Volcanes de Anáhuac; su terreno es de sierra. En lo que respecta a la hidrografía se encuentra posicionado en la región Tuxpan–Nautla, dentro de la cuenca del río Cazones, y en la subcuenca del río San Marcos.

## Demografía
En 2020 registró una población de 549 personas, lo que corresponde al 4.20 % de la población municipal. De los cuales 259 son hombres y 290 son mujeres.
| Gráfica de evolución demográfica de Palo Gacho entre 1980 y 2020 |
|                                                                  |
| Población registrada por los censos y conteos del INEGI.         |